# Virtueller Campus Rheinland-Pfalz
Der Virtuelle Campus Rheinland-Pfalz (VCRP) ist eine durch die Landeshochschulpräsidentenkonferenz (LHPK) im Jahr 2000 gegründete, hochschulübergreifende wissenschaftliche Einrichtung des Landes Rheinland-Pfalz mit Sitz in Kaiserslautern.

## Aufgabe
Die Aufgaben- und Tätigkeitsfelder des Virtuellen Campus Rheinland-Pfalz gliedern sich in die Bereiche Service und Support zu technischen, didaktischen und administrativen Themen im E-Learning, der Vernetzung von E-Learning-Akteuren in Rheinland-Pfalz sowie themenbezogene Förderung von Innovation und Forschung. Der VCRP erfüllt eine Dienstleistungs-, Unterstützungs- und Koordinationsfunktion für alle rheinland-pfälzischen Hochschulen. Er fördert die Einführung digitaler Bildungsmedien sowie neuer Lehr-Lerntechnologien.
Der VCRP unterstützt Hochschulen durch das Angebot einer bildungstechnologischen Software-Infrastruktur. So stellt dieses Kompetenzzentrum u. a. ein landesweites Learning Management System (OpenOLAT) mit aktuell mehr als 100.000 Usern bereit. Das Software-Angebot umfasst zudem Virtual Classroom- und auch E-Assessment-Systeme. Seit 2016 bietet der VCRP einen landesweiten Videoserver-Dienst (Panopto) zur Förderung videobasierter Lehre an.

## Aktivitäten
In den letzten Jahren hat sich der VCRP um die Öffnung von Hochschulen und um Durchlässigkeit und Übergänge zwischen Bildungssystemen durch digitale Medien gewidmet. Diese Ausrichtung wird aktuell durch Schwerpunkte im Bereich der Medienkompetenzförderung, der Offenen Bildungsressourcen (Open Educational Resources) und der videobasierten Lehre ergänzt.
Mit der Gründung der VCRP E-Cademy eröffnete der Virtuelle Campus Rheinland-Pfalz eine Qualifikationseinrichtung für Lehrende und sonstige an E-Learning Interessierte. Ziel der VCRP E-Cademy ist es, Akteure aus dem E-Learning-Sektor bei der Integration von Online-Komponenten in die Lehre zu unterstützen und deren Medienkompetenz auszubauen.
Der vom VCRP angebotene E-Learning-Tag Rheinland-Pfalz sowie die jährlich veranstaltete Lernmanagementsystem-Konferenz (LMS-Konferenz) bieten Raum für Diskussion und Planung von innovativen technologiegestützten Lehr-Lernszenarien.